# Хенок Мулабран
Хенок Мулабран (енгл. Henok Mulubrhan; 11. новембар 1999) еритрејски је професионални бициклиста, који тренутно вози за UCI ворлд тур тим ХДС Астана. Двапут је освојио Афричко првенство у друмској вожњи.
Каријеру је почео 2020. године у НТТ континентал тиму, који је служио као развојни тим за Кубеку Некстхаш до гашења тима 2021. Године 2021. завршио је Ђиро дел Апенино на шестом мјесту, док је 2022. освојио Афричко првенство у друмској вожњи и завршио је на другом мјесту у вожњи на хронометар, иза Густава Басона из Јужноафричке Републике. Године 2023. освојио је Тур ди Руанда трку, уз двије етапне побједе, након чега је по други пут заредом освојио Афричко првенство у друмској вожњи и завршио је на трећем мјесту у вожњи на хронометар. У мају је возио своју прву гранд тур трку — Ђиро д’Италију, гдје је добио награду за најагресивнијег возача на седмој етапи. Почетком јуна, завршио је Ђиро дел Апенино на трећем мјесту, иза Марка Иршија и Кристијана Родригеза. На крају сезоне, добио је награду за афричког бициклисту године.